# カリドゥ・シソコ
カリドゥ・シソコ（Kalidou Cissokho、1978年8月28日 - ）は、セネガルの元サッカー選手。ポジションはゴールキーパー。

## 来歴
代表での出場は無かったが、セネガルとして初の出場となる2002 FIFAワールドカップに臨むセネガル代表のメンバーに選出された。また、アフリカネイションズカップ2004のメンバーにも選ばれた。

## 代表歴

### 出場大会
- セネガル代表
  - 2002 FIFAワールドカップ